# Audrina Patridge
Audrina Patridge (9 de maio de 1985 em Los Angeles, California, Estados Unidos) é uma atriz e estrela de reality show estadunidense, conhecida por ser uma das protagonistas do reality show The Hills e posteriormente, por seu próprio reality show, Audrina.
Audrina é divorciada de Corey Bohan, os dois tem uma filha chamada Kirra Max Bohan.

## Televisão
- The Hills (2006 a 2010)
- Dancing With The Stars (2010)
- Audrina (2011)
- The Hills: New Beginnings (2019)
- Very Cavallari! (2020)

## Cinema
- Into the Blue 2: The Reef (2009)
- Sorority Row (2009)